# Protuberancje

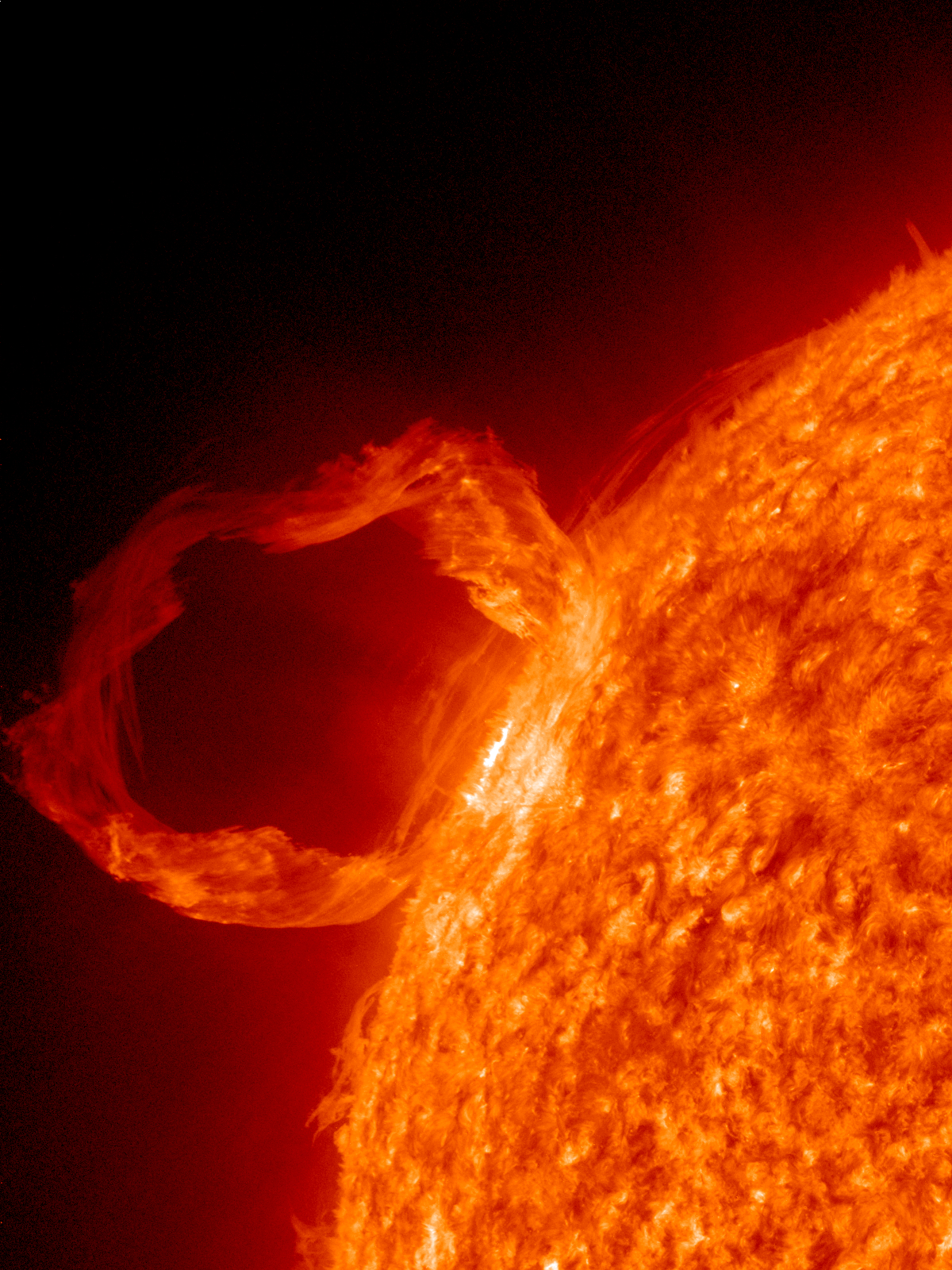
Protuberancja słoneczna widziana w ultrafiolecie

Protuberancje – jasna struktura widoczna ponad brzegiem tarczy słonecznej, składająca się ze stosunkowo gęstej plazmy koronalnej, o niskiej temperaturze (kilku do kilkudziesięciu tysięcy kelwinów), wmrożonej w pole magnetyczne. Protuberancja otoczona jest plazmą koronalną o temperaturze rzędu 1,5 mln K, pole magnetyczne bardzo efektywnie izoluje plazmę protuberancji od gorącej plazmy koronalnej. Ich masa wynosi ok. 1014 kg. Wznoszą się one na tysiące kilometrów nad powierzchnię Słońca. Tory protuberancji wskazują na niewątpliwy wpływ pola magnetycznego na ich ruchy. Protuberancje są najlepiej widoczne na brzegu tarczy słonecznej; obserwuje się je podczas całkowitych zaćmień Słońca, a poza zaćmieniami za pomocą koronografu.

## Typy protuberancji
Rozróżnia się kilka typów protuberancji:
Protuberancja spokojna – obserwowana jest w postaci długiej, płaskiej, przypominającej kartkę struktury zorientowanej niemal prostopadle do powierzchni Słońca. Typowe rozmiary to: długość od 30 000 do 60 000 km, wysokość od 20 000 do 10 000 km, grubość około 5000-10 000 km. Protuberancje spokojne prezentują wielkie bogactwo form i nie można ich opisać za pomocą jednego wspólnego modelu. Typowa protuberancja spokojna zbudowana jest z jednego lub kilku łuków, których nogi zakotwiczone są w przestrzeniach między supergranulami. Często widoczna jest drobna struktura łuków, które składają się z wielu cienkich włókien. Czas życia protuberancji spokojnych waha się od dwóch tygodni do kilku miesięcy.

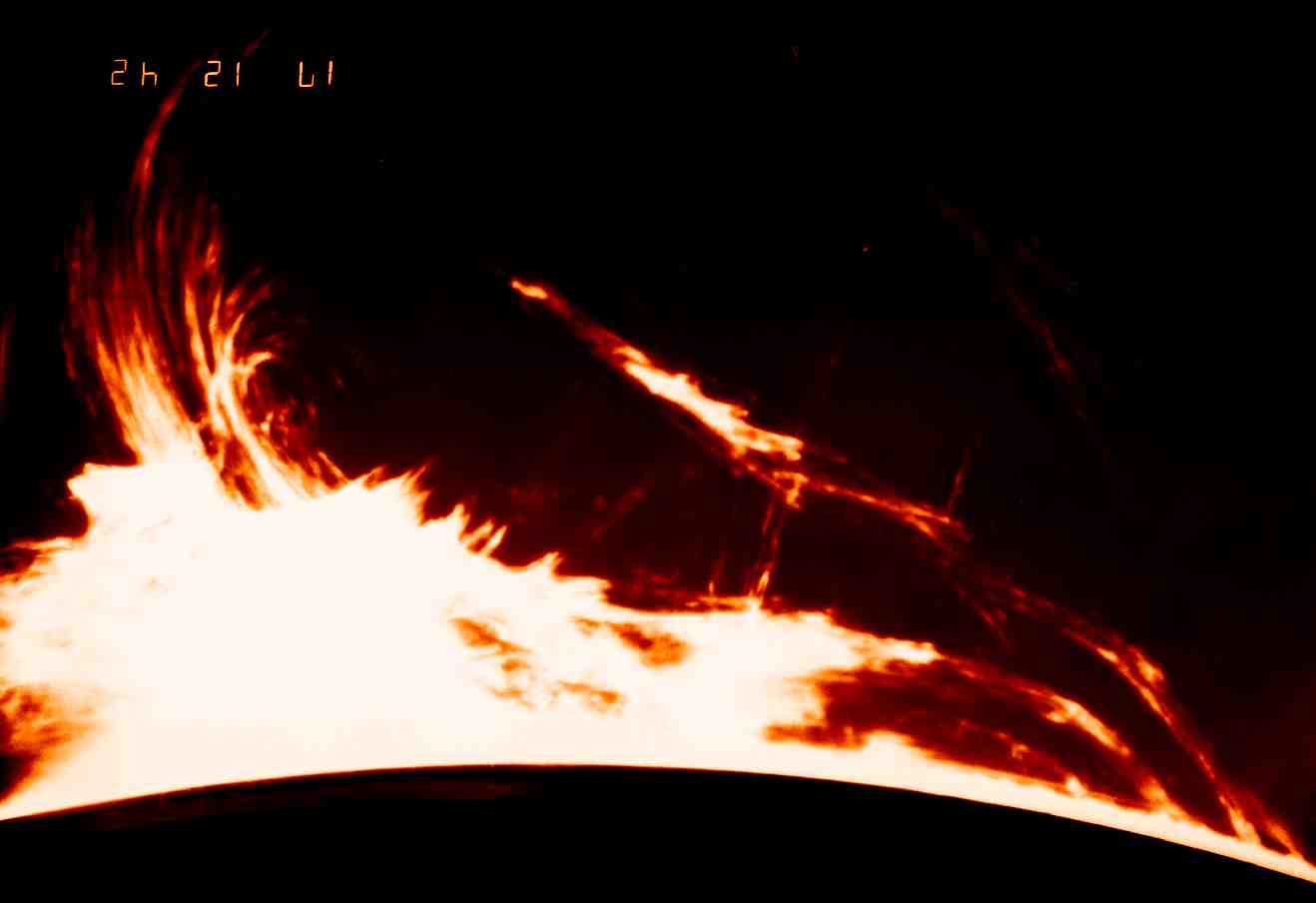
Protuberancja eruptywna, zdjęcie wykonano 17 maja 1989 r. Dużym Koronografem UWr w linii Hα wodoru.

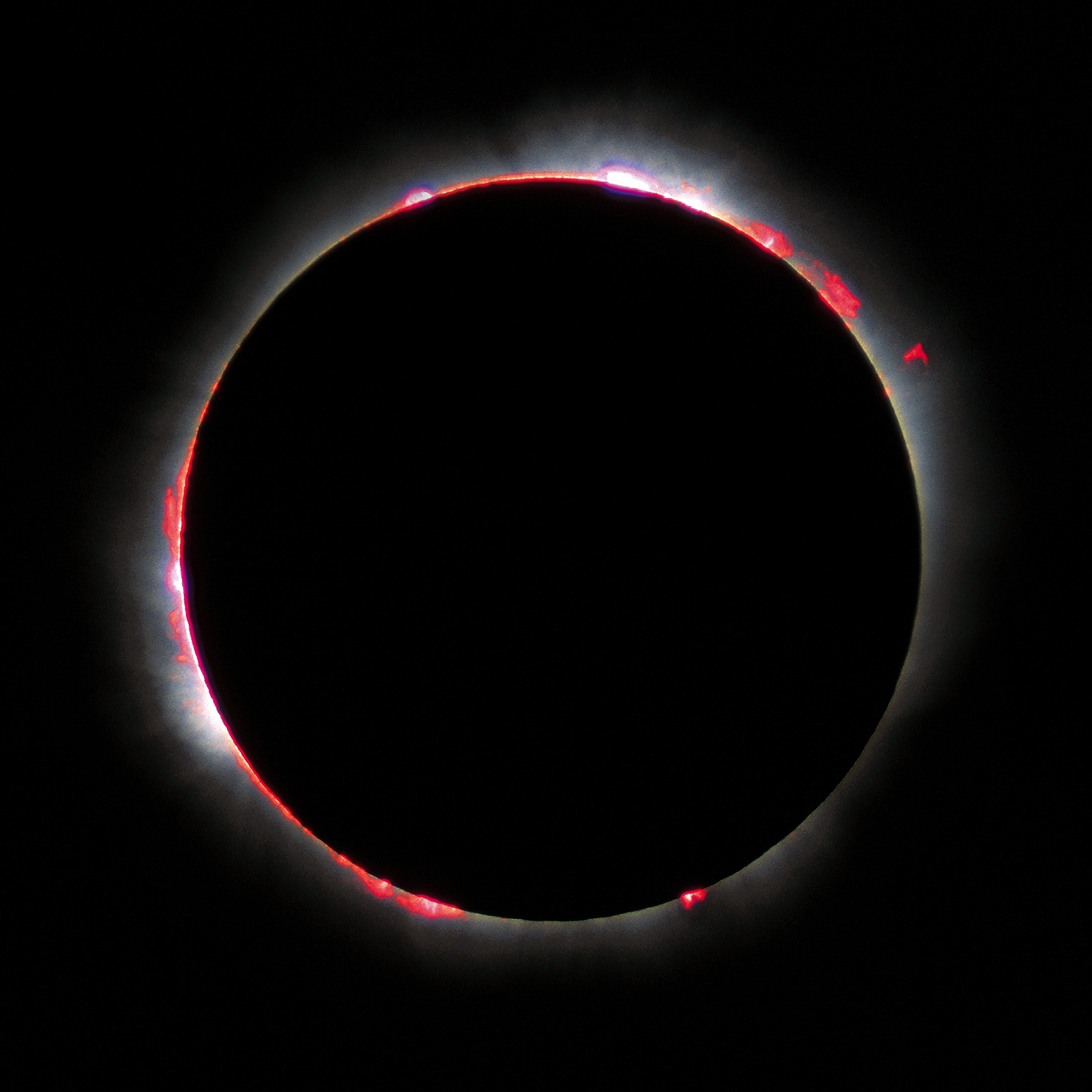
Protuberancje widoczne podczas zaćmienia Słońca w 1999

Protuberancja eruptywna – protuberancja, w której obserwuje się szybkie wznoszenie się materii (plazmy). Przyczyną erupcji jest przebudowa struktury pól magnetycznych, np. w wyniku rozbłysku słonecznego (czyli gwałtownej, lokalnej anihilacji pola magnetycznego).
Erupcja protuberancji spokojnej – powstaje wtedy, gdy pole magnetyczne podtrzymujące jej materię ulega destabilizacji i zaczyna wznosić się w koronie ze wzrastającą prędkością. Prędkość ta w początkowej fazie erupcji wynosi kilka km/s i wzrasta stopniowo do kilkuset km/s, często przekraczając prędkość ucieczki. Materia wynoszona jest w przestrzeń międzyplanetarną, niekiedy znaczna jej część może wrócić do chromosfery wzdłuż linii pola magnetycznego.

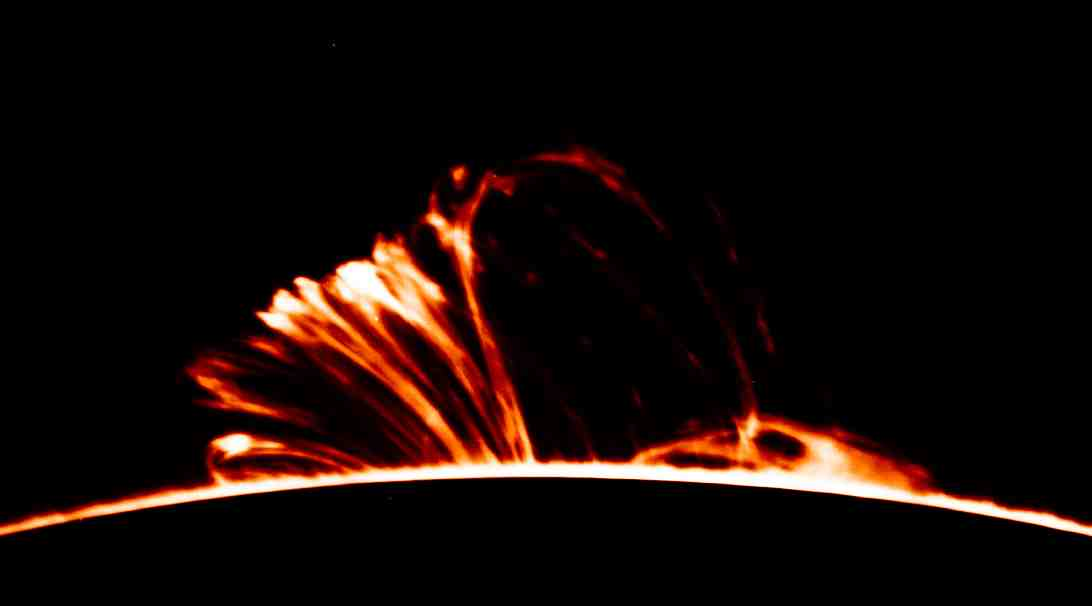
Protuberancja typu arkada pętli. Zdjęcie wykonano 15 czerwca 1991, Dużym Koronografem UWr.

Protuberancja typu arkada pętli – powstają w następstwie rozbłysków i istnieją przez wiele godzin, a nawet dni. Widoczna jest ewolucja arkady w postaci pojawiania się kolejnych, coraz wyższych pętli i jednocześnie zanikania tych niżej położonych.
Liczba protuberancji zależy od fazy cyklu aktywności słonecznej (największa w maksimum), ale nie w takim stopniu jak liczba plam słonecznych. W przeciwieństwie do plam słonecznych protuberancje pojawiają się także w okolicach biegunów Słońca.